# Gamal Abdelhamid
Gamal Abdelhamid (Egitto, 24 novembre 1957) è un ex calciatore egiziano, di ruolo attaccante.

## Carriera
Con la nazionale egiziana ha partecipato al campionato del mondo 1990.

## Palmarès

### Club

#### Competizioni nazionali
- Campionato egiziano: 7

Al-Ahly: 1978-1979, 1979-1980, 1980-1981, 1981-1982
Zamalek: 1987-1988, 1991-1992, 1992-1993
- Coppa d'Egitto: 5

Al-Ahly: 1977-1978, 1980-1981, 1982-1983, 1983-1984, 1987-1988

#### Competizioni internazionali
- CAF Champions League: 4

Al-Ahly: 1982
Zamalek: 1984, 1986, 1993
- Coppa delle Coppe d'Africa: 1

Al-Ahly: 1983-1984
- Coppa dei Campioni afro-asiatica: 1

Zamalek: 1987
- Supercoppa CAF: 1

Zamalek: 1994

### Individuale
- Capocannoniere della Coppa d'Africa: 1

1988